# Поповське (Конаковський район)
Поповське (рос. Поповское) — присілок в Конаковському районі Тверської області Російської Федерації.
Населення становить 363 особи. Входить до складу муніципального утворення Первомайське сільське поселення.

## Історія
Від 2005 року входить до складу муніципального утворення Первомайське сільське поселення.

## Населення
| 1859 | 1887 | 2002 | 2010 |
| ---- | ---- | ---- | ---- |
| 216  | ↘206 | ↗435 | ↘363 |